# 紫线钩蛾属
紫线钩蛾属（学名：Albara）是鱗翅目钩蛾科钩蛾亚科的一属，本属特征为触角雄性为双栉形，雌性为单栉形，翅为紫灰色，有一条清晰的紫棕色外线。本属与赭钩蛾属相似。经多次修订，现本属仅有模式种一种。